# Hiepia corymbosa
Hiepia corymbosa är en oleanderväxtart som beskrevs av V.T.Pham och Aver.. Hiepia corymbosa ingår i släktet Hiepia och familjen oleanderväxter. Inga underarter finns listade i Catalogue of Life.